# Atenione (incisore)
Atenione (in greco antico: Ἀϑηνίων?, Atheníon; Pergamo, II secolo a.C. – II secolo a.C.) è stato un incisore greco antico.

## Biografia
Atenione fu un incisore attivo nel II secolo a.C., nato a Pergamo, come si deduce dal suo stile influenzato da quello tipico della scuola artistica dell'antica città dell'Anatolia.
La sua firma è presente in rilievo su un cammeo del Museo archeologico nazionale di Napoli, raffigurante Giove sulla quadriga che fulmina i Giganti, che tiene nella mano destra uno scettro, mentre con la sinistra scaglia fulmini contro i giganti: è un originale del periodo ellenistico ed è considerato uno tra i capolavori della glittica greca.
La stessa firma è presente su due impronte vitree, di data non precisabile, ma sicuramente antiche e derivate da un intaglio perduto, o comunque calchi di un intaglio, raffiguranti un re ellenistico in una quadriga guidata da Atena.